# 동원중학교 (서울)
동원중학교(東元中學校)는 대한민국 서울특별시 중랑구 망우동에 있는 공립 중학교이다.

## 학교 연혁
- 1986년 1월 29일 : 동원중학교 설립 인가
- 1986년 2월 12일 : 학급(남 6학급, 여 6학급) 배정
- 1986년 3월 1일 : 동원중학교 개교, 이재기 교장 취임
- 1989년 2월 14일 : 제1회 졸업식(남 6학급, 여 6학급)
- 2007년 3월 1일 : 교육인적자원부 지정 학생인권 정책 연구학교 운영
- 2008년 3월 1일 : 서울시교육청 지정 새 교육과정운영정책 연구학교 운영
- 2022년 9월 1일 : 제11대 박윤철 교장 취임
- 2023년 1월 5일 : 제35회 졸업식 (남 83명, 여 40명)
- 2023년 3월 2일 : 제38회 입학식 (남 102명, 여 46명)

## 참고 자료
- 동원중학교 - 한국교육학술정보원 학교알리미